# Palleon
Palleon Glaw, Hawlitschek and Ruthensteiner, 2013 è un genere di sauri della famiglia Chamaeleonidae, endemico del Madagascar.

## Tassonomia
Comprende due sole specie, in precedenza attribuite al genere Brookesia:
- Palleon lolontany (Raxworthy & Nussbaum, 1995)
- Palleon nasus (Boulenger, 1887)